# Götrik Örtenholm
Johan Axel Götrik Örtenholm, född 6 december 1913 i By församling i Kopparbergs län, död 18 september 2005 i Maria Magdalena församling i Stockholm, var en svensk målare, tecknare och lärare vid Konstfackskolan.
Örtenholm studerade vid Tekniska skolan 1931–1933, vid Kungliga konsthögskolan 1933–1939 och genomförde ett flertal studieresor till Frankrike där han påverkades av den franska kubismen och Picasso. Senare studieresor gick till bland annat Italien. Örtenholm var målare, grafiker och tecknare. Han utförde surrealistiska figurkompositioner med starkt personliga reflexioner över tillvarons absurditeter. Han var lärare vid Konstfackskolan 1956-1978. Han tilldelades 1963 Stockholms stads meritstipendium och ett resestipendium ur Lindmans fond vid Konstakademien 1965 samt ett statligt arbetsstipendium 1966–1967.
Han hade flera separatutställningar, bland annat på De ungas salong och Konstnärshuset i Stockholm, på Rättviks kulturhus, Galleri Aveny i Göteborg samt i ett flertal landsortsstäder. Tillsammans med Gösta Liljedahl ställde han ut i Västerås och tillsammans med Magnus Creutz och Olle Nordberg i Sollefteå samt tillsammans med Britta Simonsson och Valdemar Pyysiäinen i Skövde. Han medverkade i ett flertal av Sveriges allmänna konstförenings salonger och Svenska konstnärernas förenings utställningar på Konstakademien samt i Dalarnas konstförenings salonger i Falun och Liljevalchs konsthalls Stockholmssalonger.
Örtenholm gjorde offentliga utsmyckningar, bland annat en stenmosaik i Dals-Ed, en väggmålning i Tjärnaskolan i Borlänge, en trapphusmålning i Folkets hus i Eskilstuna samt arbeten hos Televerket i Vänersborg och i Farsta gymnasium. Örtenholm är representerad i Moderna museet samt Dalarnas museum, Smålands museum, Jönköpings läns museum och Västerås konstmuseum.
Götrik Örtenholm var son till kamrer Thore Örtenholm och Anna Leufvén. Han gifte sig första gången 1940 med konstnären Sara-Lisa Ryd (1918–1968), dotter till konstnären Carl Ryd, och andra gången 1950 med konstnärinnan Britta Simonsson-Örtenholm. Med sin första fru hade han en dotter. Han är begraven på Maria Magdalena kyrkogård i Stockholm.